# Amolops lifanensis
Amolops lifanensis är en groddjursart som först beskrevs av Liu 1945.  Amolops lifanensis ingår i släktet Amolops och familjen egentliga grodor. IUCN kategoriserar arten globalt som nära hotad. Inga underarter finns listade i Catalogue of Life.